# 波将金街

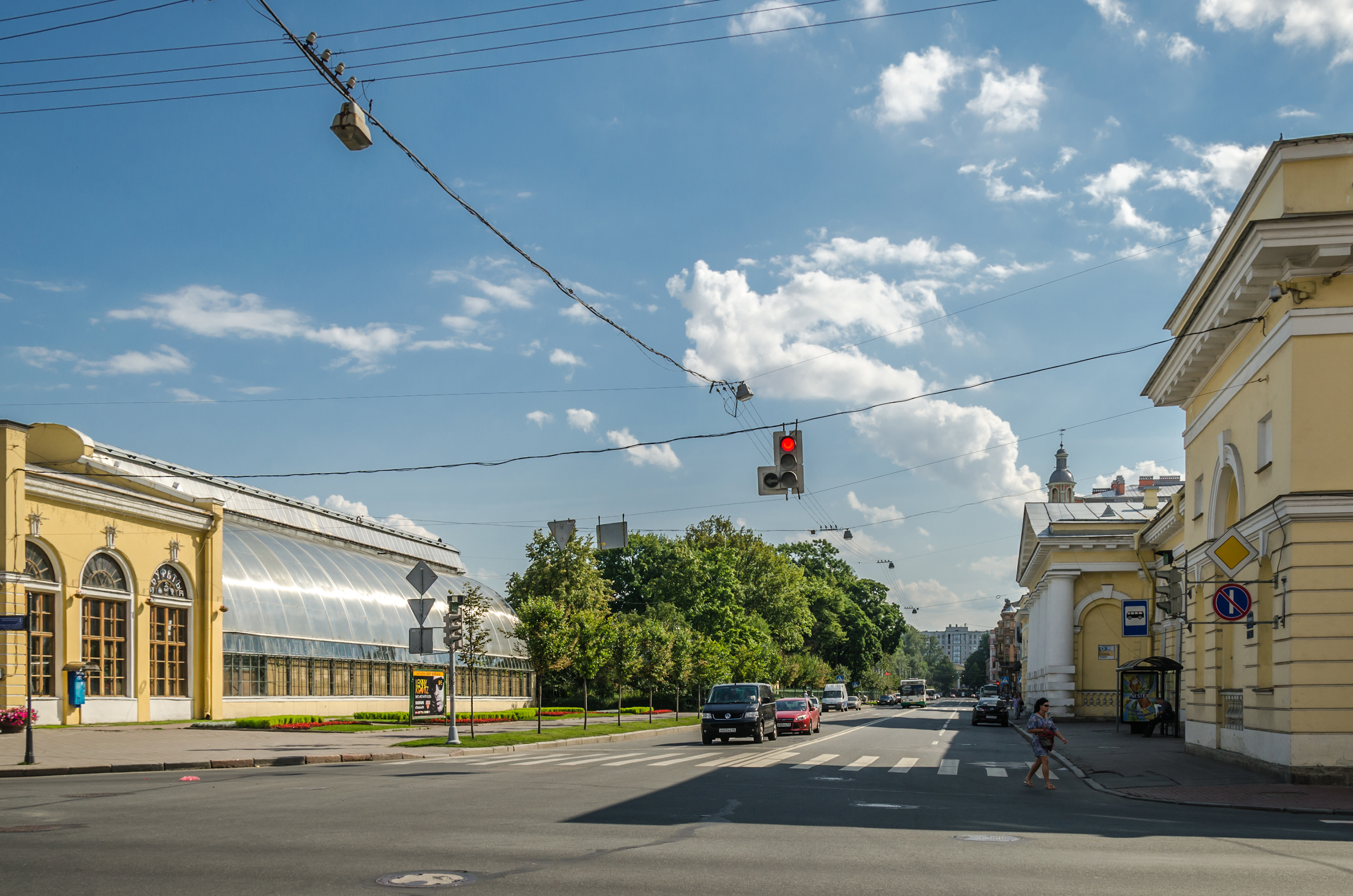

波将金街（Потёмкинская улица）是俄罗斯圣彼得堡的一条街道。它始于沿着塔夫利花园的基乌斯克街（Кирочная улица），通往涅瓦河畔的复活滨河路（Воскресенская набережная）。长690米。

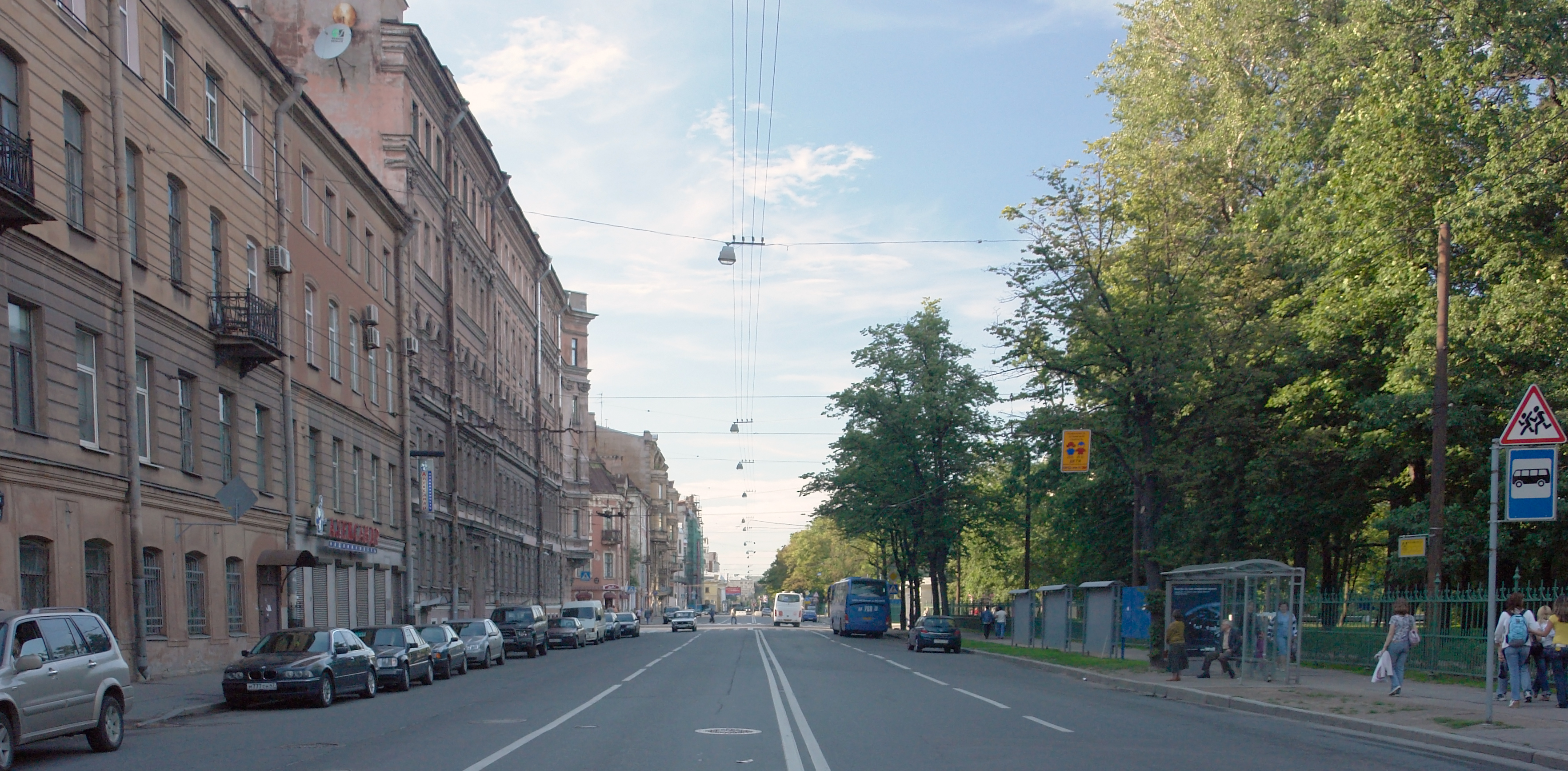

## 历史

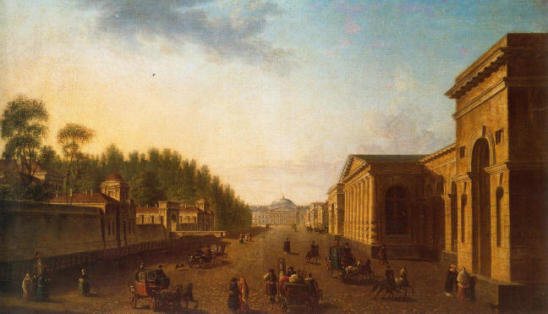
Ф. Я. Алексеев Потёмкинская улица. 1800

波将金街出现在18世纪末的城市地图上。这个地区的建设发生在18世纪下半叶，它是军事城镇的标准：大道与军队定居的小街道相交。.
到1800年，街道已完全建成，最著名的建筑是塔夫利宫和塔夫利花园。
街道的名字已经改变了很多次：
- 1776年-1792年，称为炮兵十字街（Артиллерийская Поперечная улица）；
- 1798年-1871年，塔夫利街（Таврическая улица）；
- 1871年，改名为波将金街。

## 地理

### 建筑
从北向南：
- 波将金街2号 — 鲜花展览馆（Цветы）
- 波将金街3号、萨卡里耶夫斯卡亚街41号 — 施赖伯出租公寓(1906年—1907年
- 波将金街4号 — 列宁格勒电影院
- 塔夫利花园：

1. 弗拉基米尔·伊里奇·列宁纪念碑
2. 彼得·伊里奇·柴可夫斯基纪念碑
3. 谢尔盖·亚历山德罗维奇·叶赛宁纪念碑

### 交汇道路
- 基乌斯克街（Кирочная улица）
- 富尔斯塔特街（Фурштатская улица）
- 柴可夫斯基街（Улица Чайковского）
- 萨卡里耶夫斯卡亚街（Захарьевская улица）
- 斯帕勒街（Шпалерная улица）
- 复活滨河路（Воскресенская набережная）

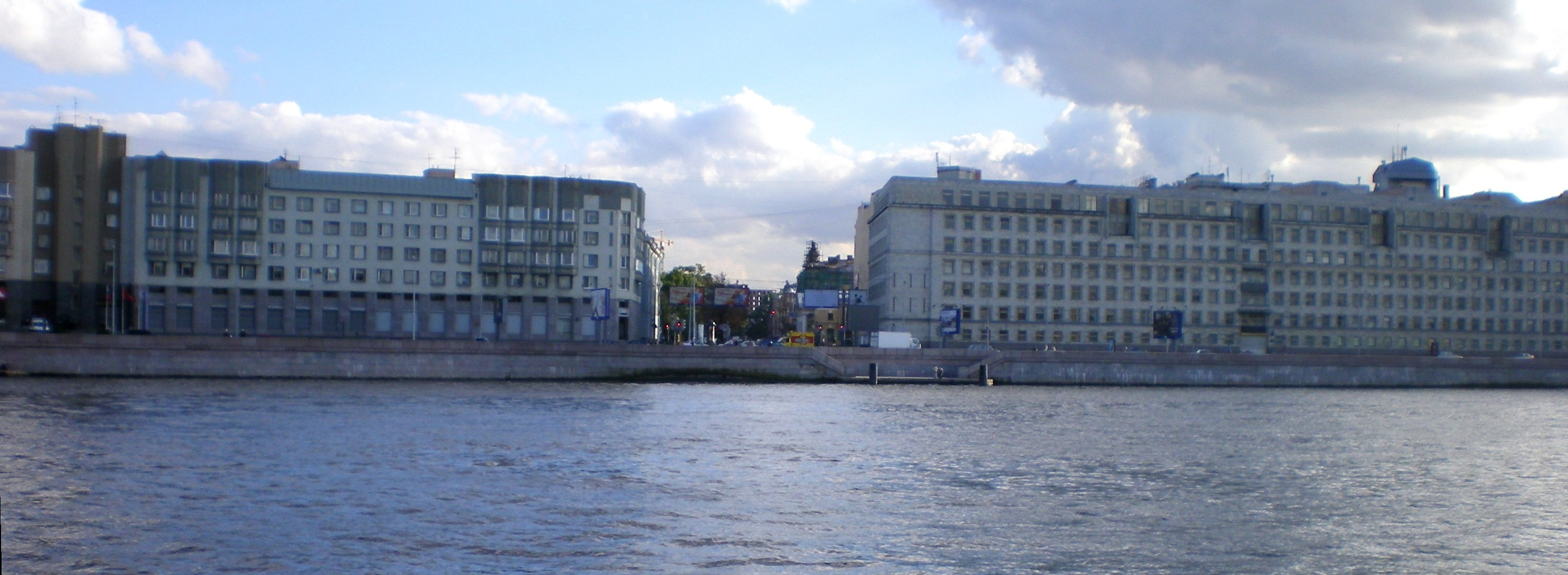

## 交通
最近的地铁站是基洛夫－維堡線的切爾尼舍夫斯基站。